# Karl Wilhelm Göttling

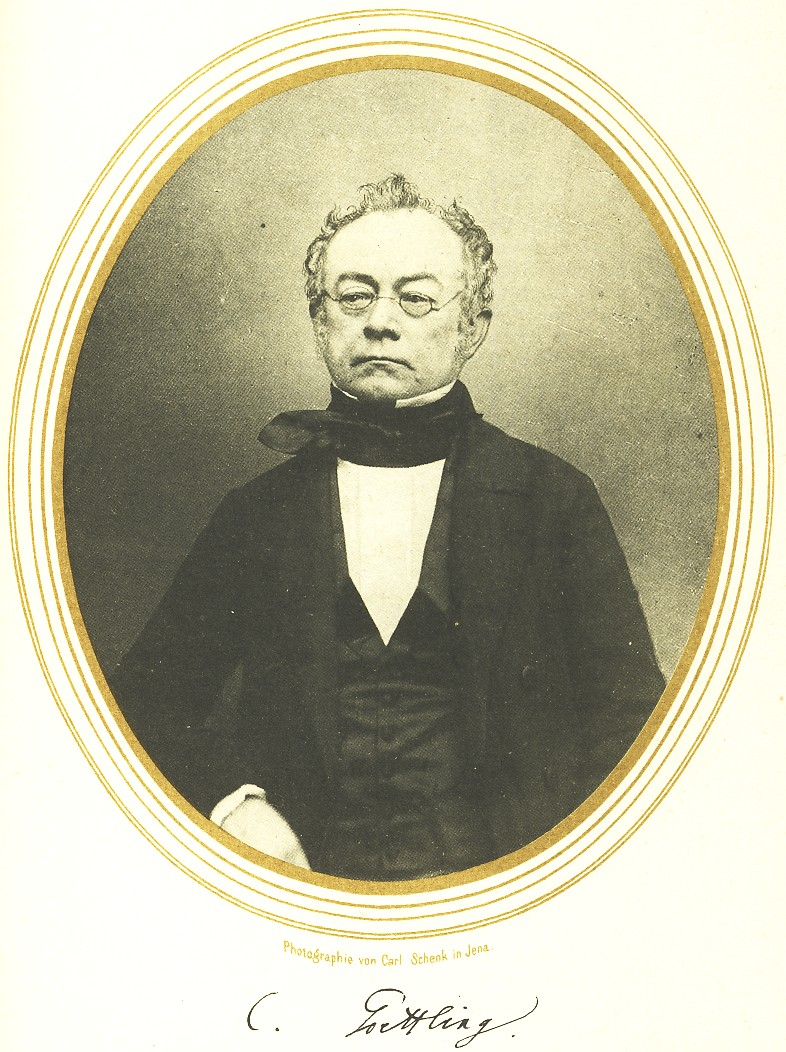
Karl Wilhelm Göttling auf einer Fotografie von Carl Schenk um 1858

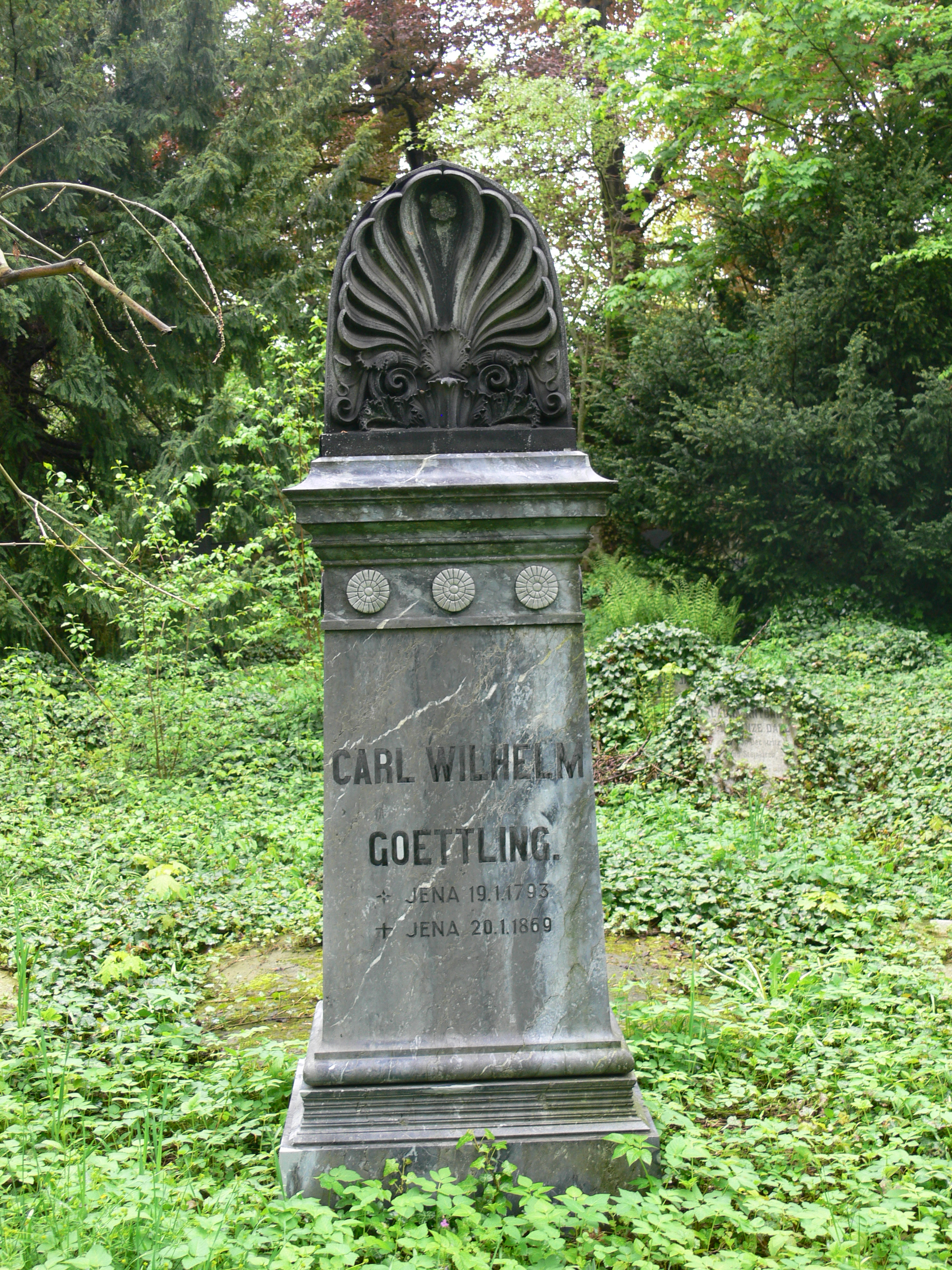
Göttlings Grab auf dem Johannisfriedhof in Jena

Karl Wilhelm Göttling (* 19. Januar 1793 in Jena; † 20. Januar 1869 ebenda) war ein deutscher Klassischer Philologe.

## Leben
Karl Wilhelm Göttling wurde als Sohn des Chemikers Friedrich August Göttling in Jena geboren. Er besuchte das Wilhelm-Ernst-Gymnasium in Weimar und studierte ab 1811 Philologie an der Universität Jena und in Berlin. Im Jahr 1814 wurde Göttling Soldat im Korps der freiwilligen weimarischen Jäger und promovierte im selben Jahr in Jena. Nach dem Frieden setzte er sein Studium in Berlin unter Friedrich August Wolf, August Boeckh und Philipp Buttmann fort.
Im Frühjahr 1816 fand er eine Anstellung als Professor am Gymnasium in Rudolstadt und übernahm 1819 das Direktorat des neu begründeten Gymnasiums in Neuwied, das er 1821 niederlegte. Im selben Jahr unternahm er eine Studienreise nach Paris und wurde nach seiner Rückkehr 1822 in Jena außerordentlicher Professor der Philologie. Im Jahr 1826 wurde er Direktor des philologischen Seminars und Universitätsbibliothekar. Ab 1829 wirkte Göttling als Honorarprofessor und Beisitzer in der Philosophischen Fakultät mit Sitz und Stimme im Senat, in den er am 23. Januar 1830 eingeführt wurde.
Ab 1831 wirkte Göttling als ordentlicher Professor für klassische Philologie, ab 1849 als Professor für griechische Sprache und ab 1852 als Professor für Beredsamkeit. Er trug ab 1842 den Titel Geheimer Hofrat und war ab 1845 Direktor des von ihm gegründeten Archäologischen Museums in Jena. Mehrfach übernahm er das Dekanat der Philosophischen Fakultät und wirkte in den Wintersemestern 1834, 1835, 1843, 1851 als Prorektor der Alma Mater.
Seine akademische Lehrtätigkeit, in der er durch seine Frische und Innigkeit außerordentlich anregend wirkte, wurde nur durch längere Reisen unterbrochen: 1828 nach Italien und Sizilien, 1840 nach Griechenland, 1846 nach Paris und London, 1852 in Gesellschaft von Ludwig Preller und Hermann Hettner nochmals nach Griechenland und Konstantinopel. 1840 wurde er Mitglied des Instituto di corrispondenza archeologica, des heutigen Deutschen Archäologischen Instituts, 1844 wurde er zum korrespondierenden Mitglied der Preußischen Akademie der Wissenschaften und 1846 zum ordentlichen Mitglied der Sächsischen Akademie der Wissenschaften gewählt. Seit 1852 war er auswärtiges Mitglied der Bayerischen Akademie der Wissenschaften. Göttling starb am 20. Januar 1869 in Jena und wurde auf dem dortigen Johannisfriedhof begraben.

## Wirken
Göttling zählt „zu den bedeutendsten unter den Jenaer Philologen“. Johann Wolfgang von Goethe zog ihn zur sprachlichen Durchsicht der Gesamtausgabe seiner Werke heran. Göttlings Briefwechsel mit Goethe aus den Jahren 1824 bis 1831 wurde 1880 von Kuno Fischer herausgegeben. Neben der Gründung des Archäologischen Museums im Jahr 1845 rief Göttling im selben Jahr die sogenannten „Rosenvorlesungen“ ins Leben. Dabei handelte es sich um einen öffentlichen Vortragszyklus, der jeweils im Winterhalbjahr im akademischen Rosensaal stattfand. Die Vorträge aus allen Themengebieten waren äußerst populär, sodass die Rosenvorlesungen insgesamt 70 Jahre lang an der Universität Jena stattfanden.
Zu Göttlings bedeutendsten Werken gehören seine Ausgaben von Aristoteles’ Politica (Jena 1824) und Oeconomicus (1830) sowie die des Hesiod (Gotha 1831). Auf dem Gebiet der griechischen Grammatik sind seine wichtigsten Veröffentlichungen:
- Theodosii Alexandrini grammatica (Leipzig 1822)
- Allgemeine Lehre vom Accent der griechischen Sprache (Jena 1835)
- Geschichte der römischen Staatsverfassung von Erbauung der Stadt bis zu C. Cäsar’s Tod (Halle 1840)
- Thusnelda, Arminius’ Gemahlin, und ihr Sohn Thumelicus in gleichzeitigen Bildnissen nachgewiesen (Jena 1843, 2. Ausg. 1855)
- Fünfzehn römische Urkunden (Halle 1845)

Die germanistischen Abhandlungen Über das Geschichtliche im Nibelungenlied (Rudolstadt 1814) und Nibelungen und Ghibellinen (1817) haben nur noch historischen Wert. Seine kleineren Arbeiten sind zum größten Teil vereinigt in Gesammelte Abhandlungen aus dem klassischen Altertum (Band 1, Halle 1851, Band 2, München 1863) und Opuscula academica (Leipzig 1869).